# Волоколамський міський округ
Волокола́мський райо́н (рос. Волоколамский район) — адміністративно-територіальна одиниця і муніципальне утворення на заході Московської області Росії. Утворений у 1929 році.
Адміністративний центр — місто Волоколамськ.